# كارل هاينز (مهندس معماري)
كارل هاينز (بالألمانية: Karl Heinz)‏ هو مهندس معماري نمساوي، ولد في 14 نوفمبر 1938 في فيينا في النمسا.